# ヴィト・クレイチ
- ビト・クレイチ
- ビィト・クレイチ

ヴィト・クレイチ (Vít Krejčí , 2000年6月19日 - )は、チェコ・南ボヘミア州ストラコニツェ出身のバスケットボール選手。NBAのアトランタ・ホークスに所属している。ポジションはポイントガード。
日本のスポーツメディアの表記は『ビト・クレイチ』や『ビィト・クレイチ』などが一般的な表記となっている。

## 来歴
14歳の時にスペインに渡り、バスケット・サラゴサ2002のユースチームに入団。2016年にリザーブチームに昇格。翌年3月にトップチームに昇格し、5日のバロンセスト・フエンラブラダ戦で16歳でプロデビュー。以降チームの中心選手に成長し、2019-20シーズンにはリーグの若手チームに選出。2020年4月に2020年のNBAドラフトにエントリーを表明するも、COVID-19の影響でドラフト開催日も延期になり、更に9月のレアル・マドリード・バロンセスト戦で左膝の前十字靱帯を断裂する重傷を負ってしまった。
2020年11月に開催されたドラフトでは、37位でワシントン・ウィザーズから指名され、当日のトレードで交渉権がオクラホマシティ・サンダーに移動。2021年1月に傘下のオクラホマシティ・ブルーに加入。同年9月3日に正式にサンダーと契約を結んだ。
2022年9月28日にモーリス・ハークレス、ドラフト2巡目指名権、指名権の条件変更とのトレードでアトランタ・ホークスに移籍した。
2023年8月16日にホークスから解雇された。
9月14日にミネソタ・ティンバーウルブズと契約を結んだが、10月19日に解雇された。
2023年12月22日にアトランタ・ホークスとツーウェイ契約を結び、ホークスへ復帰した。

## 個人成績

### NBA

#### レギュラーシーズン
| シーズン | チーム | GP  | GS | MPG  | FG%  | 3P%  | FT%  | RPG | APG | SPG | BPG | PPG |
| -------- | ------ | --- | -- | ---- | ---- | ---- | ---- | --- | --- | --- | --- | --- |
| 2021–22  | OKC    | 30  | 8  | 23.0 | .407 | .327 | .864 | 3.4 | 1.9 | .6  | .3  | 6.2 |
| 2022–23  | ATL    | 29  | 0  | 5.7  | .405 | .238 | .500 | .9  | .6  | .2  | .0  | 1.2 |
| 2023–24  | ATL    | 22  | 14 | 24.6 | .490 | .412 | .833 | 2.4 | 2.3 | .6  | .3  | 6.1 |
| 2024–25  | ATL    | 57  | 16 | 20.2 | .497 | .437 | .711 | 2.7 | 2.6 | .6  | .5  | 7.2 |
| 通算     | 通算   | 138 | 38 | 18.5 | .497 | .394 | .760 | 2.4 | 2.0 | .5  | .3  | 5.6 |

## チェコ代表
2015年から4年間、ユース世代のチェコ代表でプレー。2019年に2019年FIBAバスケットボール・ワールドカップのヨーロッパ予選に向けてのフル代表に初招集。本大会出場に貢献した。